# Tribunales-Teatro Colón (subte de Buenos Aires)
Tribunales - Teatro Colón es una estación de la línea D de la red de subterráneos de la Ciudad de Buenos Aires. Se encuentra ubicada en diagonal debajo de la plaza Lavalle, entre las intersecciones de Talcahuano y Tucumán, y Lavalle y Libertad. Su nombre hace referencia al Palacio de Justicia y su zona aledaña, conocida como Tribunales y de la que la estación es vía de acceso. La estación fue construida por la compañía española CHADOPyF e inaugurada el 3 de junio de 1937.
Posee una tipología subterránea con 1 andén central y dos vías. Posee un vestíbulo al nivel de las plataformas con los accesos en la calle mediante escaleras, escaleras mecánicas y ascensores y servicio de wifi público.

## Historia
Desde su inauguración el 3 de junio de 1937 y hasta el 23 de febrero de 1940, cuando la línea D se extendió hasta Palermo, Tribunales funcionó como terminal provisoria.
En 1997 esta estación fue declarada monumento histórico nacional.
En diciembre de 2015, la Legislatura de la Ciudad de Buenos Aires aprobó en primera instancia un proyecto del PRO que modifica el nombre de la estación Tribunales, agregándole «Teatro Colón».

## Decoración
Los murales originales del tramo más antiguo de la línea D presentan en varios sentidos la oposición como un reflejo. En el caso de la estación Tribunales, cuyo andén central le impide tener murales decorativos en él, las escenas están colocadas en las arcadas por las cuales descienden las escaleras desde las boleterías ubicadas sobre ambos extremos. Ambos fueron basados en bocetos de Rodolfo Franco de 1936 y realizados por Cattaneo y Compañía en Buenos Aires. El del extremo oeste enfrenta a ambos conquistadores españoles que fundaron Buenos Aires en distintas ocasiones: Don Pedro de Mendoza (en 1536) y Don Juan de Garay (en 1580); mientras que el del extremo este enfrenta a América, representada por sus aborígenes nativos, y a España, identificada por los soldados.

## Hitos urbanos
Se encuentran en las cercanías de esta:
- Plaza Lavalle
- Plaza Estado del Vaticano
- Plaza Libertad
- Tribunales (Buenos Aires)
- Teatro Colón
- Comisaría N.º 3 de la Policía Federal Argentina
- Consulados de Singapur, Sri Lanka, Barbados, Dinamarca y San Marino
- Embajada de Kuwait
- Escuela Primaria Común N.º 08 Nicolas Avellaneda
- Escuela Primaria Común N.º 07 Presidente Roca
- Universidad Maimónides (UM)
- Universidad de Ciencias Empresariales y Sociales (UCES)
- Museo Judío de Buenos Aires
- Bar notable Petit Colón
- Teatro Coliseo

## Imágenes

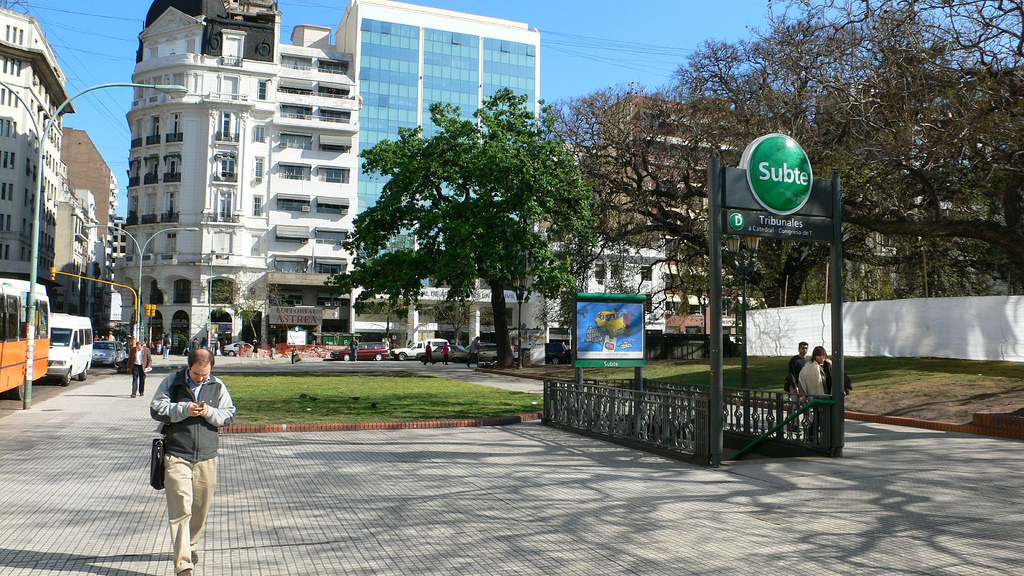
Uno de los accesos de la estación.
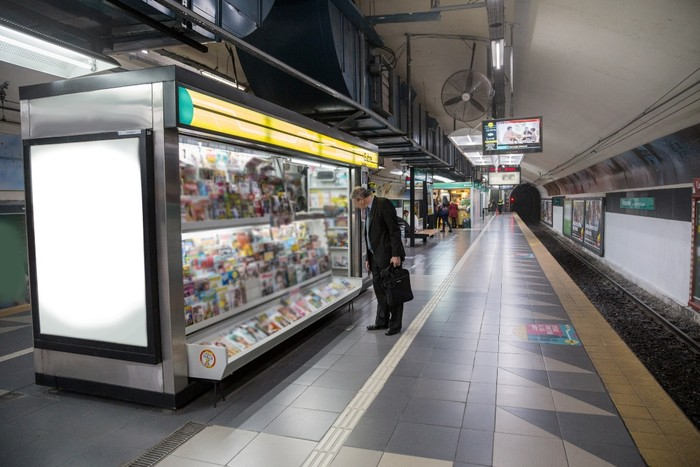
Puesto de diarios en el andén.
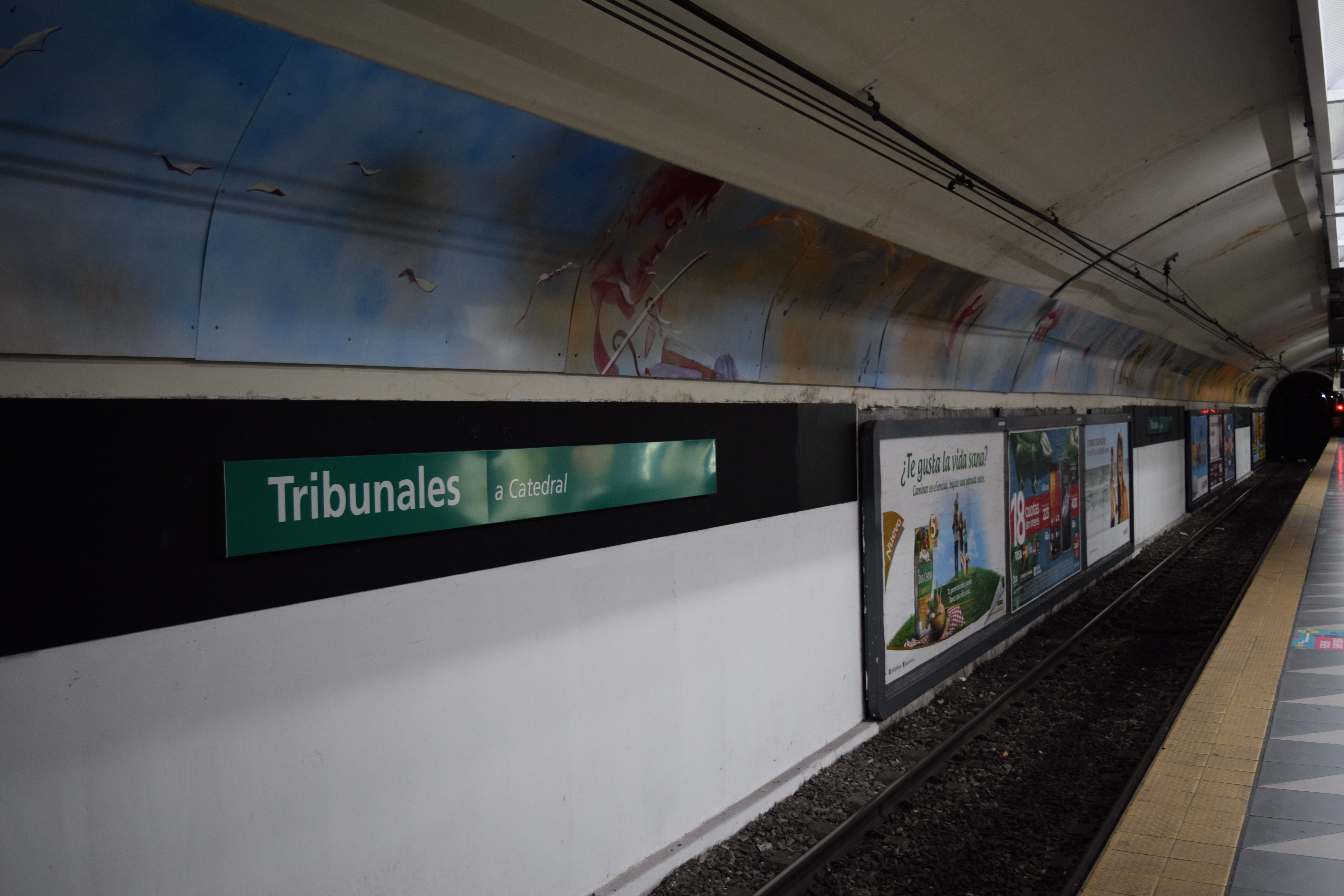
Decoraciones
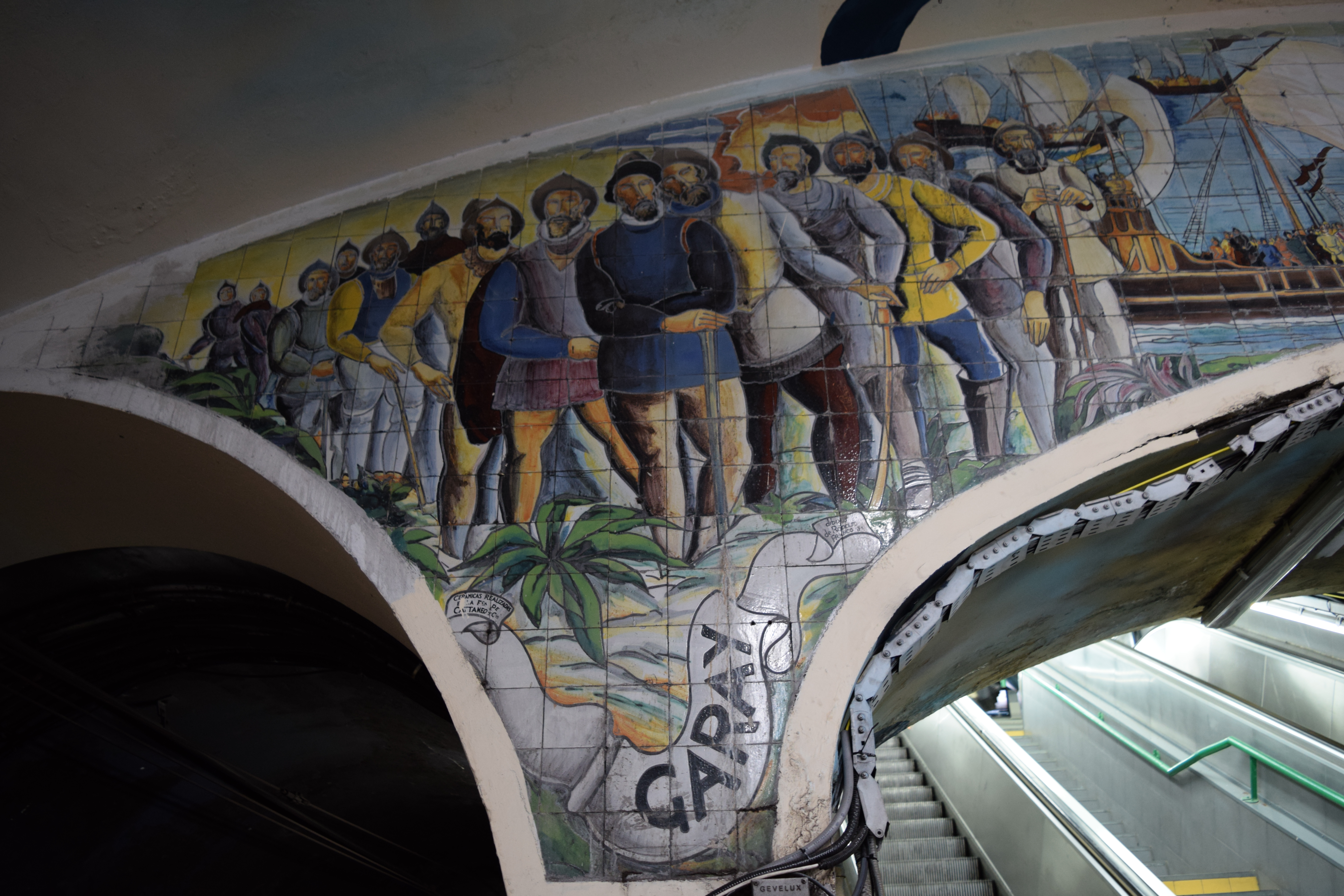
Juan de Garay
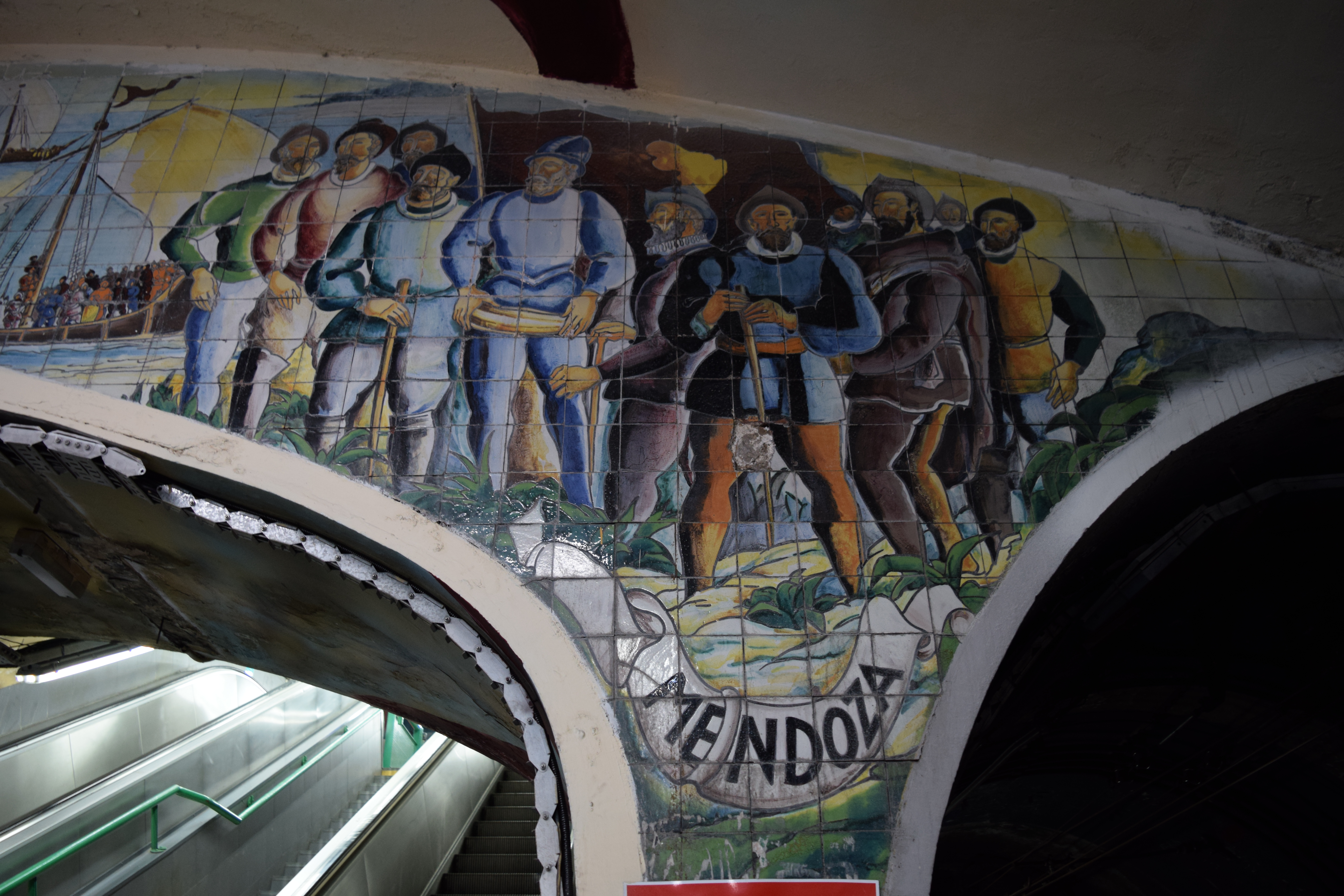
Pedro de Mendoza
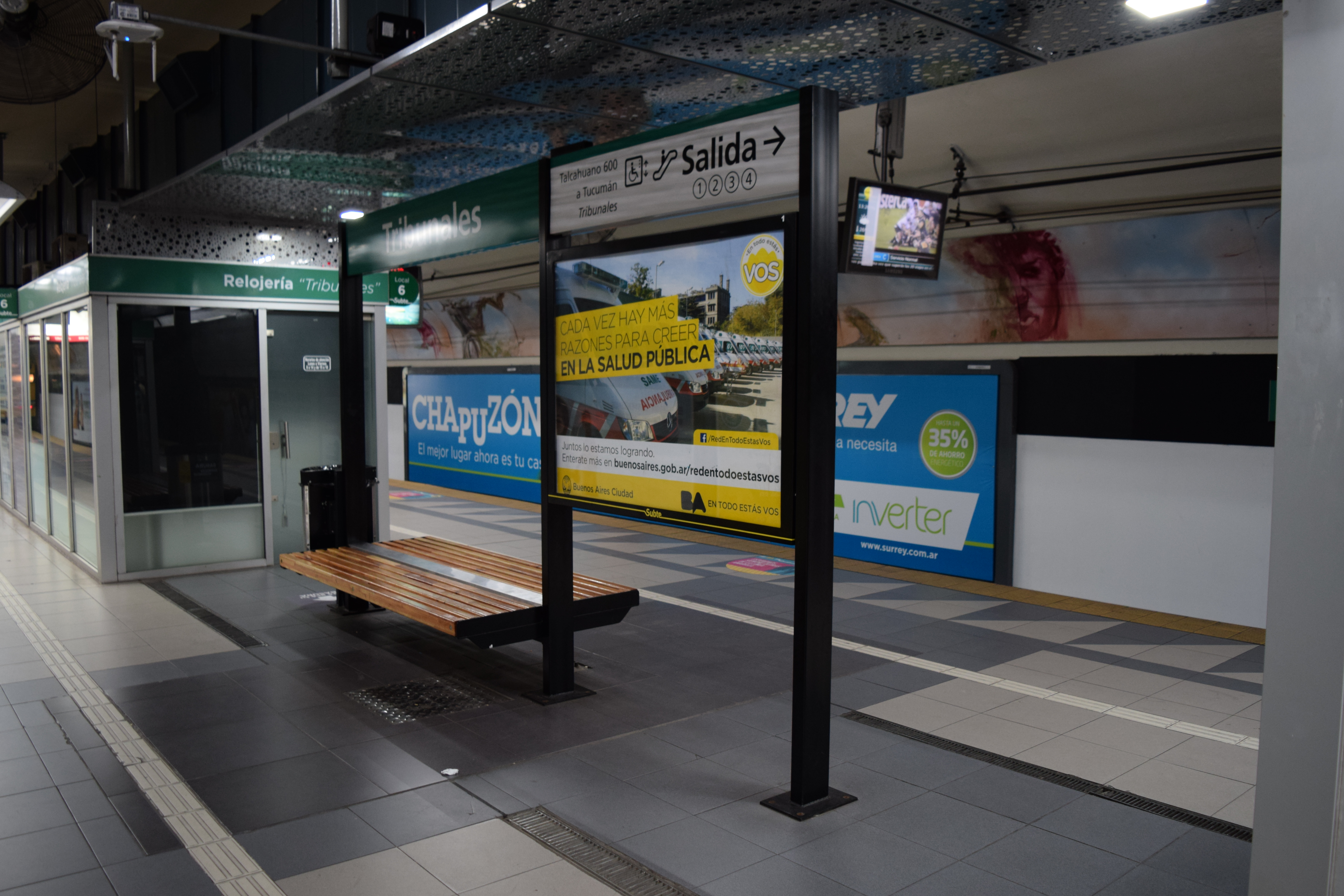
Mobiliario renovado en 2015.